# Купецький Володимир Васильович
Володимир Васильович Купецький (нар. 30 травня 1966, Тернопіль) — графік, живописець. Член Національної спілки художників України (2004).

## Життєпис
Народився 30 травня 1966 року в м.Тернополі.
1988–1993 роках навчається у Львівському поліграфічному інституті (нині — Українська академія друкарства).
У 1989 році (липень-серпень) — разом із батьком-художником Купецьким Василем побував в США (Нью-Йорк, Баффало, Рочестер). Художники жили у родичів. Згодом познайомились із українським священиком-емігрантом. Він замовив їм дві великі ікони. Також малювали картини для українців, які жили в США.
У 1991 році із родиною їде у Париж на першу персональну виставку батька.

## Творча діяльність
Автор розписів у візантійському стилі Церкви новомучеників українського народу (м. Зборів, 2012)
Узяв участь у першому Всеукраїнському іконописному пленері «Вікно у Небо. Зарваниця-2016» (ініціатор та організатор Микола Шевчук), написавши ікону «Святий Миколай».
Працює над створенням ікони «Святе Сімейство» як учасник Другого Всеукраїнського пленеру іконопису і сакрального мистецтва «Вікно у небо. Зарваниця-2017».
25 січня 2017 року подаровано бібліотекам Тернопільської області 40 примірників альбому «Василь Купецький-живопис, скульптура, графіка».